# Équilibre de Nash

Le dilemme du prisonnier : chacun des deux joueurs dispose de deux stratégies : D pour dénoncer, C pour ne pas dénoncer. La matrice présente le gain des joueurs. Si les deux joueurs choisissent D (se dénoncent), aucun ne regrette son choix, car s'il avait choisi C, alors que l'autre a opté pour D, sa « tristesse » aurait augmenté. C'est un équilibre de Nash — il y a « non-regret » de son choix par chacun, au vu du choix de l'autre.

En théorie des jeux, un équilibre de Nash est une situation où :
1. Chaque joueur prévoit correctement le choix des autres ;
2. Chaque joueur maximise son gain, compte tenu de cette prévision.

Autrement dit, un profil de stratégie {\displaystyle s^{*}=((s_{i}^{*})_{i\in [\![1,n]\!]})} est un équilibre de Nash si chaque joueur {\displaystyle i} joue une stratégie optimale {\displaystyle s_{i}^{*}} (qui maximise son gain {\displaystyle \pi }) compte tenu des stratégies des autres joueurs {\displaystyle s_{j}^{*}}, où {\displaystyle j\in [\![1,n]\!]} :
L'équilibre de Nash est donc tel qu'aucun joueur ne regrette son choix (il n'aurait pas pu faire mieux) au vu du choix des autres, les choix étant, comme toujours en théorie des jeux, simultanés.
Souvent l'équilibre de Nash est présenté comme une situation où chacun adopte la meilleure réponse « compte tenu » du choix des autres, ce qui peut laisser croire que ce choix est connu — alors qu'il n'en est rien, pour des raisons évidentes (A déciderait en « voyant » le choix de B qui lui-même déciderait « en voyant » le choix de A).
Les prévisions des joueurs sur ce que vont faire les autres sont donc un élément essentiel de l'équilibre de Nash. Elles en sont aussi le principal point faible, ces prévisions — élément essentiellement subjectif — n'ayant généralement pas de raison d'être correctes, comme c'est le cas dans les modèles du duopole de Cournot et de Bertrand. 
L'équilibre de Nash peut donc être considéré comme une « solution » d'un jeu, au sens mathématique (résolution d'un système d'équations), mais pas forcément si on entend par « solution » une prédiction de ce que feront effectivement les joueurs placés dans la situation décrite par le jeu — même en supposant qu'ils sont rationnels.
L'équilibre de Nash a été nommé d'après le mathématicien John Forbes Nash. Il lui a valu le « Prix Nobel » d'économie en 1994. Cette contribution a été célébrée dans le monde de l'économie comme « l'une des avancées intellectuelles les plus extraordinaires du XXe siècle ».

## Description de la notion
Un jeu est constitué d'individus, appelés « joueurs », qui doivent choisir un élément — appelé « stratégie » — dans un ensemble qui est stipulé par les règles du jeu. Celles-ci précisent aussi quel est le gain, en monnaie ou en « utilité », obtenu par chaque joueur dans toutes les éventualités possibles — pour toutes les « combinaisons de stratégies » envisageables. Si on note Si l'ensemble des stratégies du joueur i, alors une combinaison de stratégies est donnée par un élément de S1 x ... x Sm, où m est le nombre de joueurs, les gains des joueurs qui lui sont associés sont donnés par un vecteur de m nombres.
L'équilibre de Nash est, d'un point de vue mathématique, un point fixe d'un processus où les joueurs, pris successivement, maximisent leur gain après avoir « observé » celui de leur prédécesseur — le « premier », quel qu'il soit, faisant d'abord son choix au hasard, puis quand son tour vient à nouveau, le fait après avoir observé celui du dernier de la « chaîne ». Il y a point fixe, équilibre, quand le « premier » qui choisit dans le processus, quel qu'il soit, puis tous ceux qui le suivent, ne modifie pas son choix au vu du choix fait par son « prédécesseur ». 
Nash a démontré que sous certaines conditions — notamment en admettant l'existence de stratégies mixtes — tout jeu comportant un nombre fini de joueurs a au moins un point fixe, qu'il appelle « équilibre ».  

## Théorème d'existence
Théorème de Nash — Soit {\displaystyle g:S_{1}\times \ldots \times S_{m}\to \mathbb {R} ^{m}} un jeu discret[à définir] où {\displaystyle m} est le nombre de joueurs et {\displaystyle S_{i}} est l'ensemble des possibilités pour le joueur {\displaystyle i}, et soit {\displaystyle {\bar {g}}} l'extension de {\displaystyle g} aux stratégies mixtes.
Alors le jeu {\displaystyle {\bar {g}}} admet au moins un équilibre de Nash.

### Explication
Par exemple, le jeu pierre-feuille-ciseaux n'admet pas d'équilibre avec des stratégies pures (si on choisit à toutes les parties « pierre » par exemple, l'autre personne augmentera son gain (la fonction {\displaystyle g}) en choisissant « feuille ». Mais alors le premier joueur choisira ensuite « ciseau », etc. On n'arrivera jamais à un équilibre). En revanche, si on étend ce jeu aux stratégies mixtes, il y a un point d'équilibre d'après le théorème de Nash (et on peut montrer qu'il est unique). Ce point est donné en choisissant 1⁄3 « pierre » + 1⁄3 « ciseau » + 1⁄3 « papier », c'est-à-dire, du point de vue probabiliste, de jouer l'une des trois possibilités, chacune avec une probabilité 1⁄3.

## Optimalité
L'existence d'un équilibre n'implique pas que celui-ci soit nécessairement optimal. Il peut en effet exister d'autres choix des joueurs qui conduisent, pour chacun, à un gain supérieur.
Ces choix peuvent, ou non, correspondre à un autre équilibre (le théorème de Nash dit qu'il existe au moins un équilibre, mais pas qu'il est unique).
Considérons, par exemple, un jeu où deux joueurs choisissent simultanément un nombre de 2 à 12. Le joueur qui a annoncé le plus petit nombre le remporte, l'autre joueur gagne la même chose moins deux. En cas d'égalité, les deux joueurs remportent leur nombre et subissent une pénalité de deux.
Les seuls équilibres de Nash de ce jeu sont quand les deux annoncent 2, ou quand l'un annonce 2 et l'autre 3. Dans le choix (2,2) si quelqu'un change il n'aura pas mieux que 0 de toute façon. Dans (2,3) si celui qui a choisi 3 change il n'aura pas mieux que 0, si celui qui a choisi 2 change il aura 1 au lieu de 2, donc ce sont des équilibres de Nash. Dans toutes les autres paires de stratégies si le plus petit est 3 ou plus, le joueur qui annonce plus ou autant peut améliorer son résultat en déclarant le plus petit moins un. Si le plus petit est 2 et l'autre est 4 ou plus, le joueur qui a choisi le plus petit peut améliorer son score en choisissant le plus grand moins un. Cependant, il est clair que le choix (12,12), rapportant 10 à chaque joueur, est bien meilleur pour les deux que les équilibres précédents.
D'autres exemples célèbres sont ceux du problème des marchands de glaces ou du dilemme du prisonnier.
Les exemples d'équilibre non optimaux sont parfois évoqués pour montrer que si chaque acteur économique raisonne individuellement selon son intérêt, alors il peut en résulter une situation pire que si les acteurs se concertaient.

## Unicité
Tout jeu peut avoir de nombreux équilibres de Nash ou aucun (c'est le cas du jeu consistant à écrire simultanément un entier, le gagnant étant celui dont l'entier est le plus grand). Un autre jeu populaire est : Deviner 2/3 de la moyenne qui possède exactement un équilibre. Néanmoins, Nash est parvenu à démontrer que tout jeu avec un nombre fini de joueurs ayant un nombre fini de stratégies admet au moins un équilibre de Nash en stratégie mixte (c'est-à-dire si l'on considère comme une stratégie possible de tirer aléatoirement entre plusieurs stratégies, avec des probabilités fixées).
Un jeu sans équilibre de Nash en stratégies pures consiste à faire écrire à chaque joueur un entier, le vainqueur étant le joueur écrivant le nombre le plus grand. L'ensemble des entiers étant non borné (il n'existe pas de nombre entier plus grand que tous les autres), il n'existe pas d'équilibre pour ce jeu. Inversement, l'équilibre de Nash en stratégies pures du jeu Deviner 2/3 de la moyenne est unique, et à cet équilibre, tous les joueurs répondent zéro.
Dans le cas d'un jeu à somme nulle à deux joueurs, c'est-à-dire où ce que gagne un joueur est nécessairement perdu par l'autre, ce résultat (c’est-à-dire l'utilité induite par tout équilibre) est nécessairement unique. Il a conduit à définir la valeur d'un jeu.

### Équilibre évolutionnaire stable
Les applications des jeux répétés et en particulier l'isolement d'un comportement altruiste optimal dans des cas particuliers de dilemme du prisonnier ont intéressé les biologistes. Ce résultat a permis de combler un trou conceptuel dans l'évolutionnisme, qui paraissait privilégier l'égoïsme.
Les théoriciens ont donc défini une forme plus exigeante d'équilibre pour des modèles répétés : un équilibre évolutionnaire stable reste stable même en cas de comportement légèrement perturbé. Cette stabilité vise à couvrir les situations d'apparition de nouveaux comportements dans une population, c'est-à-dire de dépasser l'immobilisme présumé par Nash.

## Aspects calculatoires
La théorie algorithmique des jeux étudie notamment les aspects calculatoires et quantitatifs des équilibres de Nash : sont-ils facile à calculer ou à approcher? Maximisent-ils certaines fonctions globales ? 

### La classe PPAD
Calculer un équilibre de Nash peut s'avérer, pour certains jeux, extrêmement long. Cette approche est celle de la théorie de la complexité, qui étudie entre autres le temps nécessaire pour résoudre les problèmes algorithmiques. Le calcul d'un équilibre de Nash appartient à la classe de problème PPAD. C'est même un problème complet pour cette classe grâce au théorème du point fixe de Brouwer. PPAD est une sous-classe de la classe NP.

### Algorithmes
Plusieurs algorithmes de résolution ont été proposés depuis les années 1970, mais la plupart ont des complexités inconnues. C'est pourquoi désormais, les jeux sont séparés en « classe » de jeux pour étudier les différents cas et les différentes complexités. Principalement, les recherches espèrent trouver l'existence d'un algorithme sous-exponentiel - {\displaystyle O(n^{logn/\epsilon ^{2}})} — où n est la taille du jeu.

### Équilibres de Nash approchés
Pour les jeux à deux joueurs, les mesures de l'équilibre de Nash sont des nombres rationnels (la distribution de leur stratégie mixte) et sa solution est donc claire. Mais, selon Nash, lorsque le nombre de joueurs augmente, il ne peut y avoir que des solutions irrationnelles. Les calculs deviennent alors numériquement imprécis, c'est pourquoi on introduit le concept d'équilibre de Nash approché ou approximé.
Si un équilibre de Nash est une situation dans laquelle personne ne souhaite dévier de sa stratégie, un ϵ-équilibre de Nash est un ensemble de stratégies mixtes dans laquelle les joueurs peuvent espérer augmenter leurs gains d'au plus ϵ en changeant de stratégie. Un ϵ-équilibre de Nash n'est pertinent que si ϵ est petit.
La question se pose de savoir s'il existe un schéma d'approximation en temps polynomial pour les équilibres de Nash approximés, c'est-à-dire un algorithme qui tourne en temps polynomial en rapport à la taille du jeu, en acceptant des dépendances sur temps sur 1/ϵ.

## Équilibre de Nash en stratégie

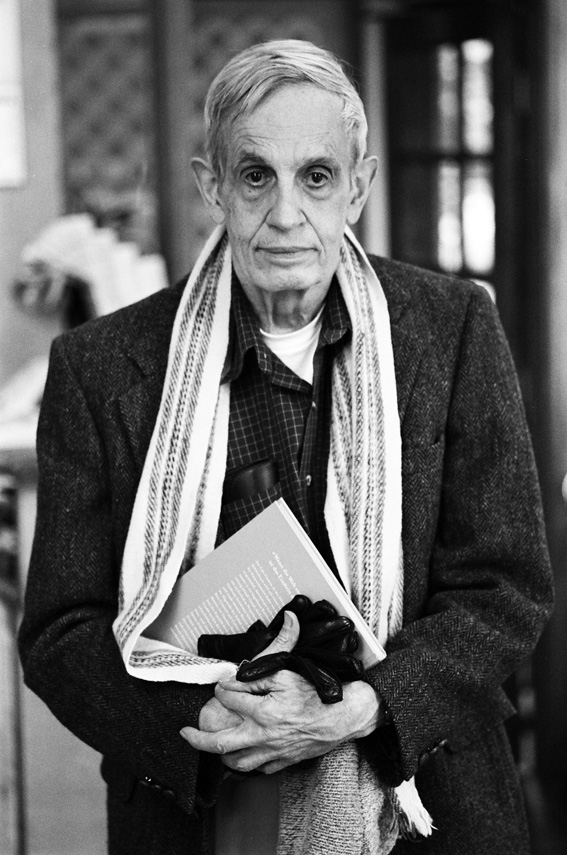
John Forbes Nash, Jr., photo de Peter Badge

La théorie des jeux a eu un impact incontestable sur la stratégie en général et sur la stratégie nucléaire et la stratégie d'entreprise en particulier. En revanche, la valeur stratégique de l'équilibre de Nash reste limitée. D'un côté, un manque de points d'équilibre mène au chaos ; d'un autre côté, trop de points conduisent à une situation indéterminée. 
Par comparaison, le théoricien Thomas Schelling a démontré les possibilités qu'offraient des formes abstraites de raisonnement, pour mettre en lumière des problèmes concrets rencontrés par les États, les organisations, et les individus. Il a encouragé les gens à penser la stratégie comme un outil pour négocier, et il a exploré avec une grande perspicacité les terribles paradoxes de l'âge nucléaire. Mais il a explicitement rejeté les solutions mathématiques et a touché à un éventail de disciplines différentes, abandonnant donc toute tentative de développer une théorie générale et pure de la stratégie par la théorie des jeux et l'équilibre de Nash. 
L'historien et philosophe Philip Mirowski a considéré le rationalisme non coopératif de Nash insuffisant, mais a aussi trouvé le modèle d'analyse plus ludique et allusif de Schelling exaspérant, à cause de son manque de rigueur. Schelling évitait les formes restrictives de la théorie des jeux et les mathématiques exigeants de Nash, afin de faire des réflexions paradoxales sur la « communication sans communication » et la « rationalité sans rationalité ». Mirowski a minimisé l'importance de Schelling comme théoricien, et sa compréhension des limites des théories formelles lorsqu'il s'agit de modéliser des comportements et des attentes. « On ne peut pas davantage, sans preuve empirique », observait Schelling, « déduire quelles compréhensions peuvent être perçues dans un jeu de manœuvre à somme non nulle qu'on ne peut prouver, par une déduction purement formelle, qu'une blague particulière est forcément drôle ». Cependant, Schelling avait beaucoup plus d’admirateurs que d'imitateurs, tandis que Nash et son « équilibre » sont devenus un classique.

## Équilibre de Nash dans la culture

### Film biographiqueUn homme d'exception
Dans l'adaptation au cinéma de la biographie de Nash, Un homme d'exception, la découverte de cet équilibre est mise en scène par une stratégie de séduction.
1. Quatre camarades de Nash souhaitent séduire une fille parmi les 5 présentes.
2. Nash leur explique que s'ils suivent individuellement leur intérêt, ils tenteront tous les 4 de séduire la plus belle. Ils vont alors se court-circuiter et essaieront, par la suite, de se reporter sur l'une des quatre restantes. Mais « personne n'aime être un second choix », leur stratégie est donc vouée à l'échec.
3. La meilleure stratégie serait donc de s'entendre pour séduire chacun l'une des quatre autres filles évitant, de ce fait, tout court-circuit. Ils augmenteront ainsi considérablement leurs chances de succès.

Nash en déduit que la théorie de la main invisible de Smith est lacunaire. Ce à quoi ses camarades rétorquent qu'il ne s'agit là que d'une stratégie destinée à lui permettre de séduire la plus belle.
Cette situation ne semble pas être un exemple d'équilibre de Nash, puisque chaque individu est tenté de tricher pour avoir la plus belle à lui seul. Donc, il y a ici un point focal (la belle) qui empêche de garder l'équilibre en prétendant aller séduire seulement les autres filles. Cependant, si on suit le raisonnement de Nash à la lettre, et si toute tentative de conquérir la belle à deux amène à un échec total (perte de la belle et des « seconds choix »), alors, de fait, l'ensemble des stratégies qu'il propose est un équilibre ; il convient seulement de remarquer qu'il en existe quatre autres, tous aussi valables... D'autre part, on ne peut pas en déduire que la théorie de la main invisible est lacunaire dans ce cas précis, car bien que les 4 camarades vont se court-circuiter, ici la concurrence n'est un échec que parce que la belle peut n'en choisir aucun.

#### Jeux types
- Le dilemme du prisonnier, archétype de l'équilibre de Nash sous-optimal
- Le jeu pierre-papier-ciseaux, qui introduit naturellement les stratégies mixtes
- Le problème du rendez-vous ou l'art de la coordination
- Le jeu des dix pièces ou un cas étonnant de théorie des jeux expérimentale
- L'algorithme de Lemke est un algorithme qui permet de trouver des équilibres de Nash.
- Le jeu Deviner 2/3 de la moyenne

#### Extensions de la notion
- Une stratégie évolutionnairement stable supporte les chocs extérieurs
- Le principe de Wardrop étend la notion aux jeux avec trop de joueurs pour assurer une coordination
- Le concept de rationalisabilité étend celui d'équilibre de Nash en imposant aux joueurs des contraintes moins fortes.